# جون بيرسون (لاعب كرة قدم مواليد 1963)
جون بيرسون (بالإنجليزية: John Pearson)‏ هو لاعب كرة قدم بريطاني في مركز الهجوم، ولد في 1 سبتمبر 1963 في شفيلد في المملكة المتحدة. لعب مع تشارلتون أثلتيك وشيفيلد وينزداي وكارديف سيتي وليدز يونايتد ونادي بارنسلي ونادي روذرهام يونايتد ونادي كارلايل يونايتد ونادي مانسفيلد تاون وهال سيتي.